# Лазарешти (Мошоаја)
Лазарешти (рум. Lăzărești) насеље је у Румунији у округу Арђеш у општини Мошоаја. Oпштина се налази на надморској висини од 381 m.

## Становништво
Према подацима из 2002. године у насељу је живело 174 становника, од којих су сви румунске националности.